# Passamaquoddy

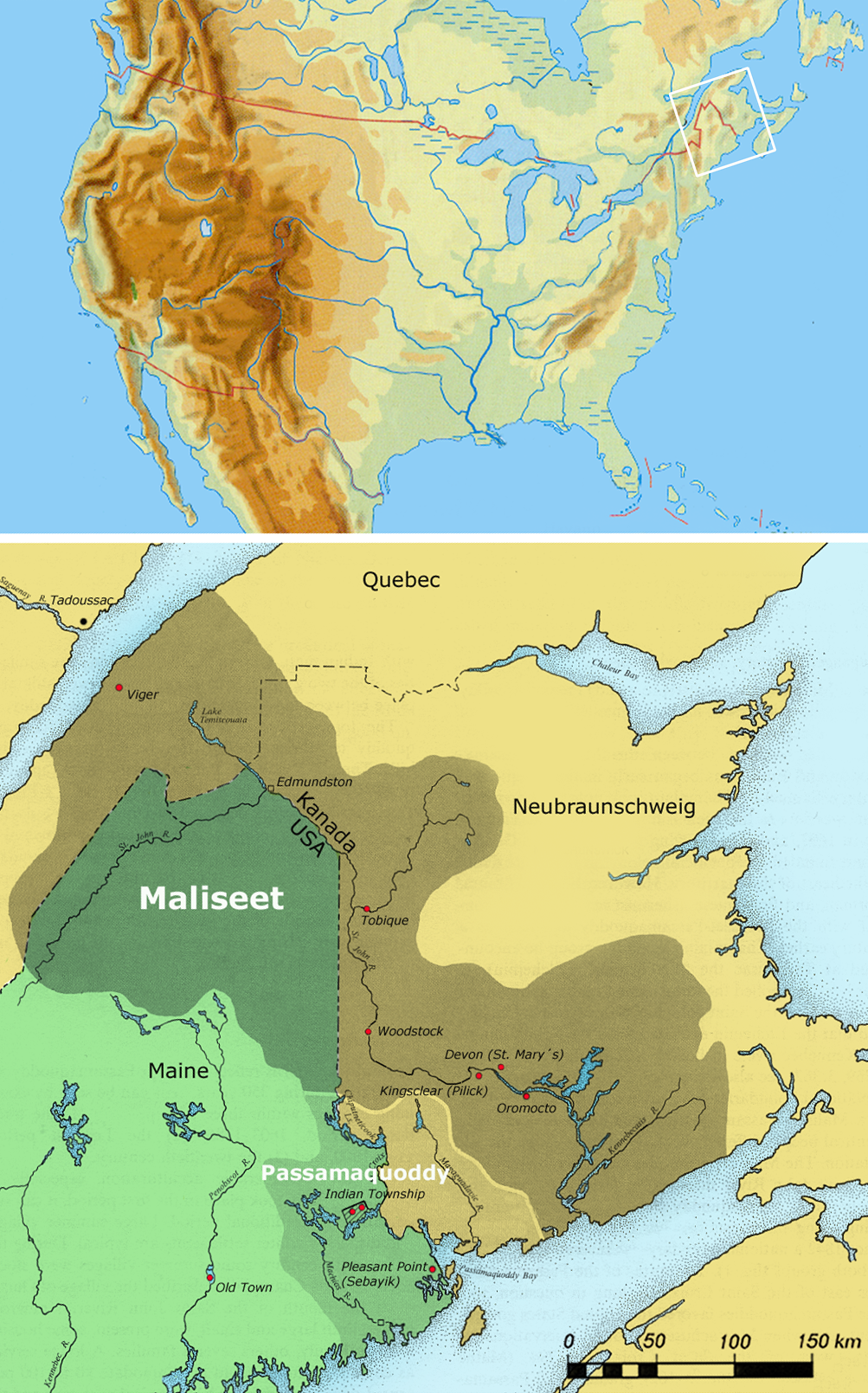
I territori dei Passamaquoddy e dei Maliseet.

I Passamaquoddy sono una tribù di nativi americani dell'America del Nord, che abitavano le terre sull'attuale confine tra Nuovo Brunswick in Canada e Maine (Stati Uniti), dalle quali furono scacciati dai coloni europei.
Oggi, abitano, per la maggior parte, nelle Indian Township Reservation nella Contea di Washington (Maine) e nella Contea di Charlotte (Nuovo Brunswick).  Molti Passamaquoddy sperano sempre di poter tornare alle loro terre d'origine, presso la città di Saint-Andrews nel Nuovo Brunswick, che essi chiamano Qonasqamkuk, la loro «capitale» e dove sono sepolti i loro avi.

## Etimologia
Il nome "Passamaquoddy" è l'anglicizzazione della parola Peskotomuhkati (o Pestomuhkati), il termine in Lingua malecite-passamaquoddy, col quale i Passamaquoddy definiscono se stessi.  Peskotomuhkat letteralmente significa "arpionatori di merluzzi" (Infatti il loro metodo di pesca era basato sull'arpionare i pesci anziché usare la lenza) o "gli abitanti del posto dove i merluzzi abbondano", che riflette l'importanza che questo pesce aveva per questo popolo.
I Passamaquoddy venivano anche chiamati Etchemins dai francesi, questo però era un termine dispregiativo che identificava anche i Maliseet.

## Storia

### Preistoria
Le origini della Passamaquoddy e Maliseet non sono chiare, ma sembrano provenire da uno stesso popolo che si sarebbe separato a metà del XVIII secolo o anche prima. Dopo di allora, i Maliseet risiederanno nella valle del fiume Saint-Jean in New Brunswick e nel Quebec, mentre i Passamaquoddy si stabiliranno nella valle del fiume St. Croix e sulle rive della Baia Passamaquoddy.

### Periodo tradizionale (1603-1785)
È probabile che pescatori baschi, francesi, portoghesi, spagnoli e inglesi abbiano incontrato i Passamaquoddy durante il XVI secolo o anche prima. Il primo incontro viene documentato da Samuel de Champlain, a Tadoussac nel 1603. Nel XVII secolo, i Passamaquoddy hanno avuto parecchi contatti con gli europei, e questi contatti sono stati generalmente cordiali. Tuttavia, nel 1612, risultano esserci più di 1000 "Etchemins", ma il loro numero diminuisce drasticamente nel corso dei secoli XVII e XVIII, a causa delle malattie portate dagli europei, dell'alcolismo e probabilmente a causa di avvelenamenti pianificati. Nel XVIII secolo, il principale villaggio Passamaquoddy è situato a Saint-Andrews.

### Periodo lealista (1785-1900)
I Passamaquoddy soffrono sempre di più del processo di acculturazione, infatti vivono in numero sempre maggiore nelle città dove si dedicano all'artigianato o al lavoro nei cantieri edili, dimenticando le tradizioni e gli usi originari. Anche perché vengono create parecchie riserve per cercare di far loro abbandonare lo stile di vita semi-nomade e sedentarizzarli.

### Periodo contemporaneo (1900- )
Nel corso del XX secolo, le riserve più isolate sono gradualmente abbandonate in favore di quelle più centrali, in più molti emigrano verso le città. All'inizio del secolo, più nessuna famiglia vive in modo tradizionale. Molti Maliseet dell'alta valle del fiume si spostano nella Contea di Aroostook, nel Maine, attratti dall'industria delle patate. Molti altri Maliseet e Passamaquoddy emigrano verso le città industriali del Connecticut e del Massachusetts.
I Passamaquoddy facevano parte della Confederazione Wabanaki o Waban'aki (popolo del sole nascente), che raccoglieva anche i Penobscot, i Maliseet, gli Abenaki del Maine ed i Mi'kmaq. Questa coalizione si era formata  per contrastare l'aggressione degli Irochesi. Quindi i Passamaquoddy hanno dovuto condividere una parte del loro territorio, con queste tribù.

## Lingua
In Maine la popolazione Passamaquoddy è di quasi 2.500 persone, ma solo 500 di essi, perlopiù di età superiore ai 50 anni, parlano ancora la loro lingua tradizionale: la Lingua malecite-passamaquoddy, appartenente alla famiglia linguistica algonchina ramo orientale. Oggi, però, come già detto, non molti Passamaquoddy parlano e capiscono questa lingua. I giovani tendono ad esprimersi principalmente in inglese.

## Recupero dell'identità
Malgrado l'occidentalizzazione degli ultimi secoli, una buona parte del folklore e della mitologia tradizionale è sempre conosciuta e praticata dal popolo Passamaquoddy.